# Paraclaravis
Genre
Paraclaravis est un genre d'oiseaux de la famille des Columbidae.

## Description
Les espèces du genre Paraclaravis se distinguent des autres petites tourterelles terrestres (à l'exception de Claravis pretiosa) par un dimorphisme sexuel prononcé avec des parties supérieures grises chez les mâles, queue tronquée, espace orbitaire nu réduit, lores entièrement emplumés et plumes des ailes tachetées de marques étendues formant trois barres alaires foncées proéminentes.

## Répartition
Ce genre se rencontre depuis le Sud du Mexique jusqu'à l'Argentine à des altitudes pouvant atteindre 3 000 m pour Paraclaravis mondetoura.

## Liste d'espèces
Selon la classification de référence du Congrès ornithologique international (15.1, 2025) (ordre phylogénique) :
- Paraclaravis geoffroyi (Temminck, 1811) – Colombe de Geoffroy
- Paraclaravis mondetoura (Bonaparte, 1856) – Colombe mondétour

## Systématique
Le nom valide complet (avec auteur) de ce taxon est Paraclaravis Sangster (d), Sweet (d) & Johnson (d), 2018,. Son espèce type est Paraclaravis mondetoura.

### Étymologie
Le nom générique, Paraclaravis, dérive de la combinaison du grec ancien παρά (pará), « à côté de, auprès de », et des termes latins clarus, « clair » et aves, « oiseau » et fait référence à la ressemblance morphologique des espèces Paraclaravis mondetoura et Paraclaravis mondetoura avec Claravis pretiosa, la Colombe bleutée.

### Publication originale
- (en) George Sangster, Andrew D. Sweet et Kevin P. Johnson, « Paraclaravis, a new genus for the Purple-winged and Maroon-chested Ground-doves (Aves: Columbidae) », Zootaxa, Auckland, vol. 4461, no 1,‎ août 2018, p. 134-140 (ISSN 1175-5326, e-ISSN 1175-5334, DOI 10.11646/zootaxa.4461.1.10).